# Balta Amară
Balta Amară sau lacul Amara din județul Buzău a fost un lac natural din Câmpia Râmnicului, situat lângă localitatea cu același nume.
Este important prin prin faptul că găzduiește efective importante ale unor specii de păsări protejate și servește drept loc de iernat pentru păsări de baltă și loc de repaos în perioada de migrație.
Face parte din grupa limanelor fluviatile ale râului Buzău categoria mezoeutrofe, cu folosință piscicolă, având un bazin hidrografic de cca 115 km2. Apele sale stătătoare saline și salmastre, cu speciile hidrofile și palustre, au o mare valoare conservativă.
Prin Hotărârea nr. 13/23.06.1995 a Consiliului Județean Buzău a fost declarată arie protejată Rezervația Naturală Protejată Balta Amara (RNPBA). Acest statut a fost consacrat prin Legea nr. 5/2000 privind aprobarea Planului de amenajare a teritoriului național, Secțiunea a III-a – Zone protejate. Lacul Amara a fost desemnat ca arie naturală protejată cu scopul protecției și conservării habitatului de pajiști sărăturate continentale, prioritar în Directiva Habitate – 92/43/CEE și readucerii într-o stare de conservare favorabilă a habitatelor specifice desemnate pentru protecția speciilor de păsări migratoare sălbatice.
A secat la sfârșitul lunii iunie 2022.